# Frankfurter Rundschau

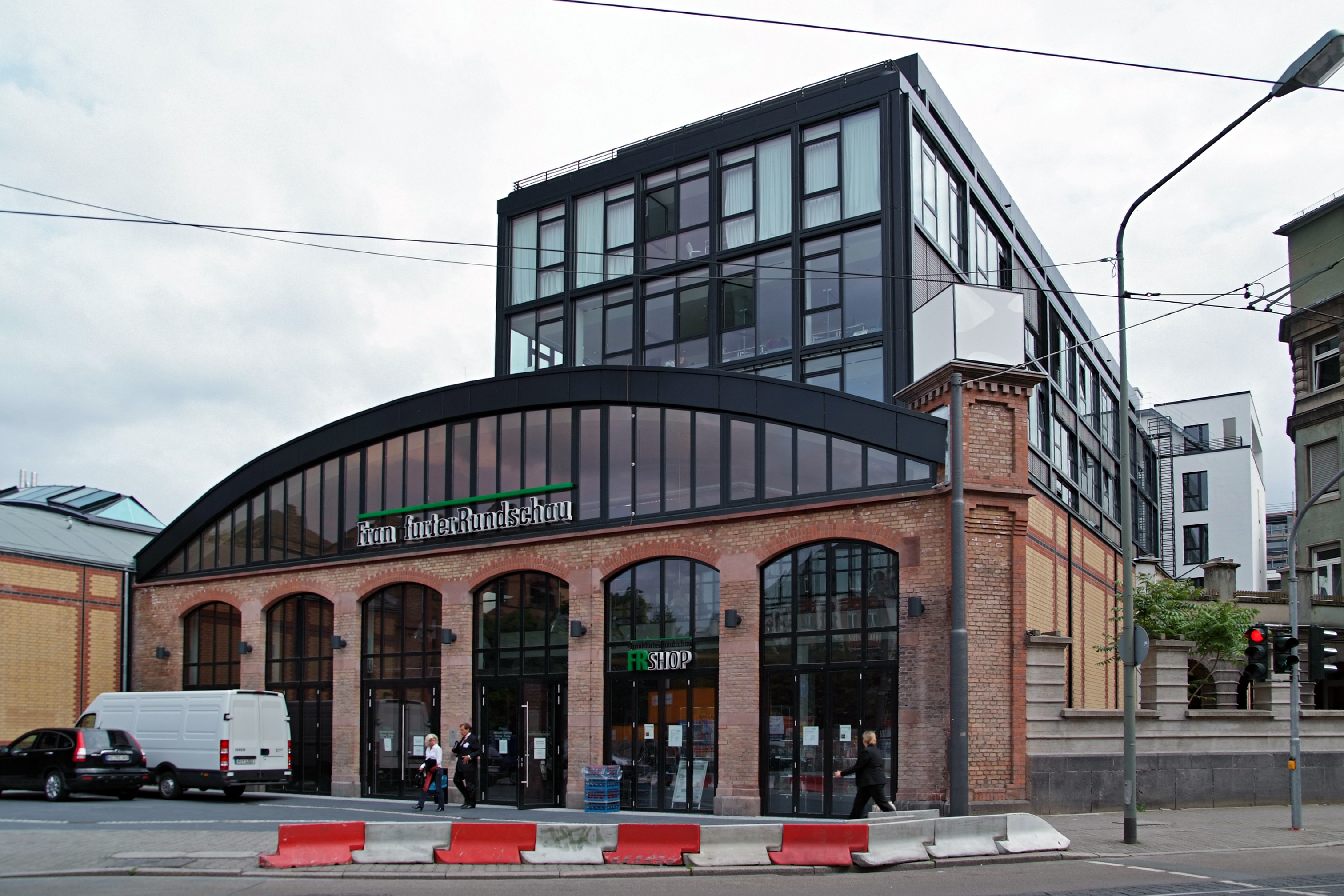
Redaktionsbyggnad för Frankfurter Rundschau

Frankfurter Rundschau (FR), tysk dagstidning i Frankfurt am Main.